# 口腔免疫学
口腔免疫学（こうくうめんえきがく、Oral Immunology）とは、基礎歯学の一分野で、主に免疫学的手法を用いて口腔内疾患および組織を研究、また口腔粘膜を含めた粘膜免疫を研究する分野である。
現在、口腔のみならず全身の免疫、特に腸管を含めた粘膜免疫などの研究も行っており、口腔に限定されたものではない。そのため、研究に従事している者は、歯科医師の他に免疫学者、細菌学者、理学者、工学者などさまざまな分野の研究者が従事している。また、口腔細菌学（口腔微生物学）と関連する分野でもあり、両研究分野を兼ねる研究室もある。
なお、現在口腔免疫学会などは存在せず、日本免疫学会や日本口腔科学会などがかわっている。